# Porche de la Gloire

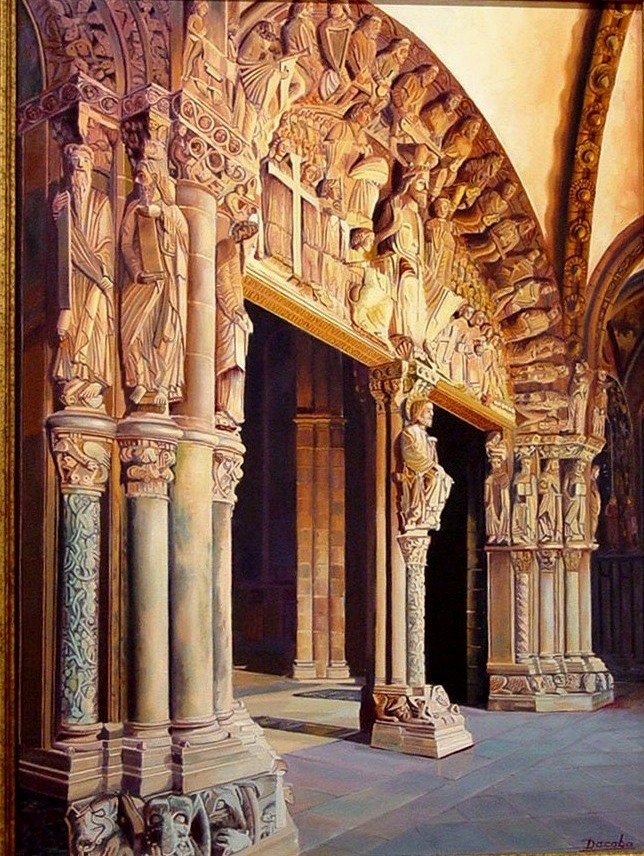
Le porche de la Gloire, à l'entrée de la cathédrale de Saint-Jacques-de-Compostelle.

Le porche de la Gloire (en galicien : O Pórtico da Glória [da Catedral de Santiago de Compostela]) est un porche d'architecture romane à l'entrée de la nef de la cathédrale de Saint-Jacques-de-Compostelle en Espagne, derrière la façade baroque. Une inscription de 1188 le date avec précision, et indique son auteur, le « maître Mathieu (maestro Mateo) ».

## Inscription
Sous les linteaux du portail porte centrale, une inscription commémorative renseigne sur la datation et l'auteur de l'œuvre. Cette inscription est « le témoignage le plus authentique et le plus solennel que l'histoire possède au sujet d’une œuvre de sculpture du XIIe siècle » selon Bertaux, cité par Georges Gaillard.
L'inscription est rédigée sur deux lignes, comme suit :
† ano : abincarnatione : dni : m°c°lxxx° : viii° : era i*cc*xx*vi : die : kl : aprilis : super : liminaria : principalium : portalium :

ecclesie : beati : iacobi : sunt : collocata : per : magistrum : matheum : qui : a : fundamentis : ipsorum : portalium : gessit : magisterium :

Ce qui signifie : 

« L'année de l'incarnation du Seigneur 1188, 1226 de l'Ère, le jour des calendes d'avril, les linteaux des portes principales de l'église Saint Jacques ont été posés par Maître Mathieu qui occupa la maîtrise depuis la fondation de ces portails. »

La date finale de réalisation n'est pas certaine ; elle se situe probablement peu après la pose des linteaux en 1188, les voussures et le tympan sculptés étant peut-être déjà prêts.

## L'auteur

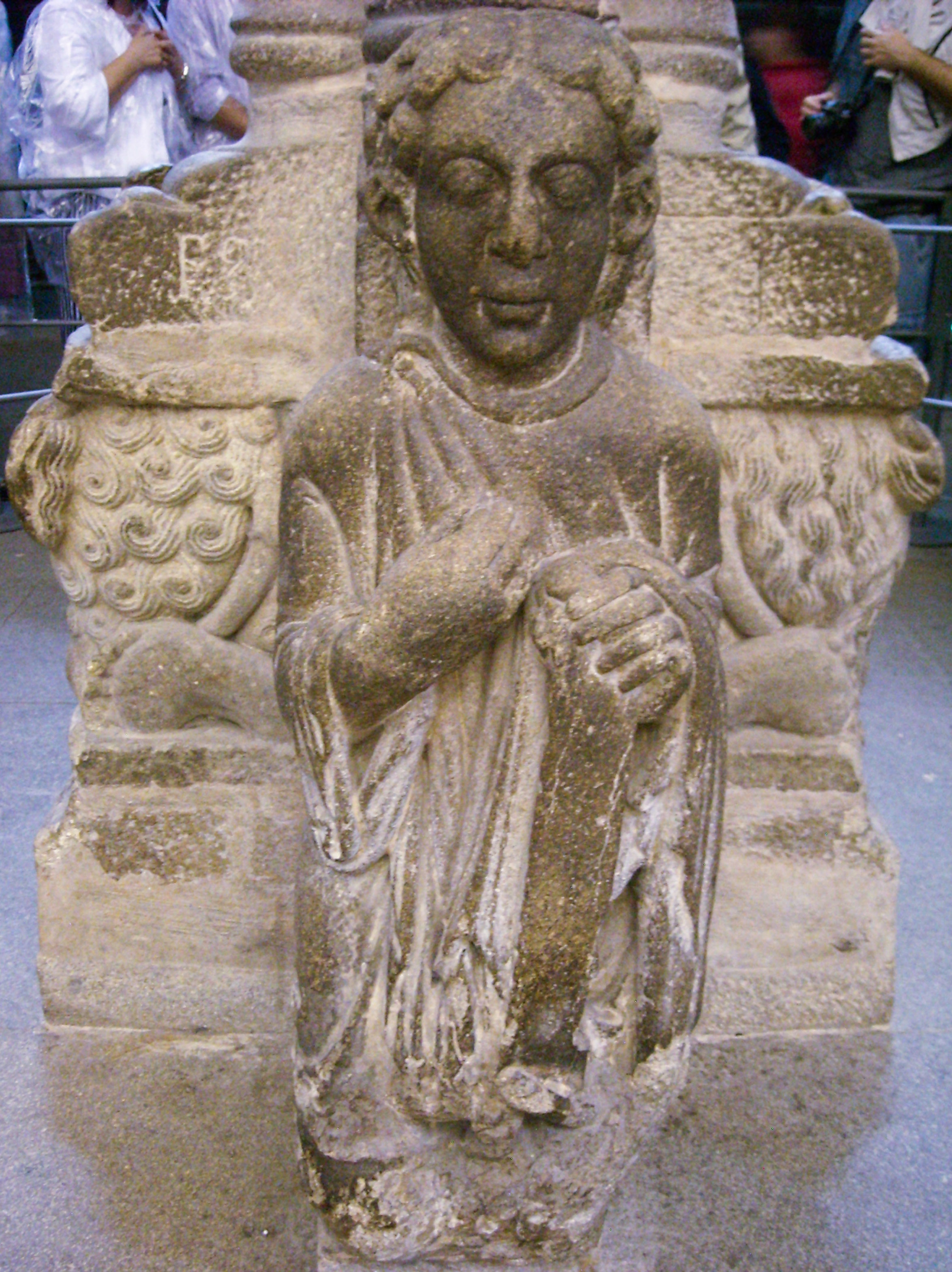
Le maître Mateo, représenté à l'intérieur de l'église, au revers du trumeau central.

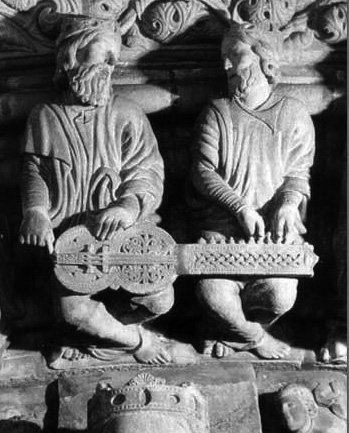
Détail du porche de la Gloire : un organistrum et ses deux instrumentistes.

Les débuts de la vie de maître Mathieu ne sont pas connus avec certitude. On sait cependant qu'avant de diriger le chantier de la cathédrale, il travaille en 1161 à la construction d'un pont sur la route de Pontevedra. 
Il est le maître d'œuvre de la cathédrale au moins depuis l'année 1168 quand le roi Ferdinand II de León lui accorde une forte pension viagère. Pendant vingt ans, jusqu'en 1188, ce sont les travaux d'aplanissement qui lui prennent le plus de temps, avec l'édification et l'agrandissement de la crypte ou chapelle basse pour compenser la déclivité du terrain. Georges Gaillard, en étudiant cet édifice qui date de 1170-1180, discerne des tâtonnements suggérant que l'artiste est encore jeune à cette époque.